# Nyanasamvara Suvaddhana
Somdet Phra Nyanasamvara Somdet Phra Sangharaja Sakalamahasanghaparinayaka (Charoen Suvaḍḍhano) (tiếng Thái: สมเด็จพระญาณสังวร สมเด็จพระสังฆราช สกลมหาสังฆปริณายก (เจริญ สุวฑฒฺโน) là đức thượng phụ tối cao của Phật giáo Thái Lan. Ông sinh ngày 3 tháng 10 năm 1913 với tên gọi Charoen Gajavatra ở tỉnh Kanchanaburi, miền tây Thái Lan và được thọ giới Sa-di khi 14 tuổi. Ông trở thành Đức thượng phụ tối cao năm 1989 và được giới phật tử khắp thế giới tôn kính.
Ngày 24 tháng 10 năm 2013, ông viên tịch ở tuổi 100. Tang lễ sẽ kéo dài 30 ngày, trong đó có ba ngày quốc tang. Thi hài của ông được đưa từ bệnh viện tới chùa Wat Bowon Niwet để làm lễ khâm liệm và lễ viếng. Các văn phòng chính phủ và cơ quan giáo dục được lệnh treo cờ rủ trong vòng ba ngày và Thủ tướng Yingluck Shinawatra kêu gọi các công chức cùng công chúng theo dõi 30 ngày tang lễ. AFP cho hay cảnh sát yêu cầu những tụ điểm giải trí trong nước không tổ chức các chương trình nhạc sống hay cho phép nhảy đầm cho tới ngày 8 tháng 11, còn những du khách muốn đến thăm Cung điện hoàng gia Thái Lan không được mặc đồ sáng màu trong thời gian diễn ra tang lễ.